# Брагинсько-Лоєвська сідловина
Брагинсько-Лоєвська сідловина — тектонічна структура на крайньому північному заході Дніпровсько-Донецької западини. Являє собою виступ докембрійського фундаменту, ускладнений успадкованими склепінчастими підняттями та рифтовими прирозломними виступами. Глибина залягання докембрійських порід до 1,5 км. У найбільш піднятій частині сідловини девонські, кам'яновугільні та інші відклади мають неповний розріз. Крейдові, палеогенові та інші товщі характеризуються фаціальним заміщенням.